# 아장닷컴
아장닷컴은 연필로 명상하기에서 제작한 TV 애니메이션 시리즈이다. 
제목으로 사용된 '아장닷컴'은 아기장수 우투리 설화를 기반으로 제작된 국내 제작 애니매이션이므로, 2001년 11월 22일부터 2002년 2월 14일까지 KBS 2TV에서 총 13화로 방영되었다. 목소리 주인공인 김주희와 김문선이 부른 우유송 삽입곡의 인기를 얻었다.

## 방송 일시
| 방송 채널 | 방송일                             | 방송 시간 |
| --------- | ---------------------------------- | --------- |
| KBS2      | 2001년 11월 22일 ~ 2002년 2월 14일 | 종료      |
| KBS2      | 2003년 3월 7일 ~ 5월 30일          | 종료      |

## 등장인물
- 아장
- 도도리
- 아구
- 님프
- 소리
- 신이
- 경태
- 소리의 이모
- 예삐
- 루퐁
- 피구
- 큐피트
- 울피
- 나나
- 메피스토
- 루돌프
- 미르
- 드라큘라
- 줄루
- 용왕
- 제우스

## 제작진

### 주제가
- 오프닝: 아장닷컴
- 아티스트 - 방대식, 정재윤 김문선 정여진
- 엔딩: 또다른 세상
- 아티스트 - 방대식, 정재윤 김문선 정여진
- 삽입곡: 비익을 타고
- 아티스트 - 정여진, 정연태
- 기획: 장해랑
- 제작:연필로명상하기

## 방영 목록
| 회차       | 부제 (서브 타이틀)   |
| ---------- | -------------------- |
| 1회        | 정령계의 위기        |
| 2회        | 박물관의 유령        |
| 3회        | 배고픈 정령 아구     |
| 4회        | 큐피트의 화살        |
| 5회        | 늑대인간 울피        |
| 6회        | 동화나라의 소녀 나나 |
| 7회        | 메피스토             |
| 8회        | 놀이공원 대소동      |
| 9회        | 드라큘라             |
| 10회       | 바이러스의 손        |
| 11회       | 루돌프               |
| 12회       | 아장닷컴의 위기      |
| 최종화(13) | 루퐁의 죽음          |